# Lilly Krug
Lilly Krug (München, 5 juni 2001) is een Duits actrice en social media persoonlijkheid. Ze speelt in de film Plane naast Gerard Butler.

## Biografie
Lilly Krug werd geboren in München als dochter van actrice Veronica Ferres en marketing manager Martin Krug. Na een scheiding werd Carsten Maschmeyer haar stiefvader.
In 2019 studeerde Krug af aan de Bavarian International School waar ze een International Baccalaureate verkreeg. Vervolgens ging Krug studeren aan de University of Southern California.
Krug verhuisde naar Los Angeles om te gaan acteren. Krug speelde in films naast namen als Michael Shannon, Casey Affleck, Gael García Bernal en Gerard Butler.
Lilly Krug's idool is actrice Margot Robbie.

## Filmografie

### Films
| Jaar | Titel                            | Rol          | Opmerkingen |
| ---- | -------------------------------- | ------------ | ----------- |
| 2016 | Salt and Fire                    | Passagier    | Korte film  |
| 2019 | Malou                            | Milena       |             |
| 2020 | Gipfelstürmer - Das Berginternat | Lucie Albert |             |
| 2021 | Every Breath You Take            | Lilly        |             |
| 2021 | Heart of Champions               | Sara         |             |
| 2022 | Shattered                        | Sky          |             |
| 2022 | Zero Contact                     | Jamie        |             |
| 2023 | Plane                            | Brie         |             |